# 馬爾島
馬爾島（英語：Isle of Mull，An t-Eilean Muileachⓘ）是蘇格蘭西岸的島嶼，僅次於斯凱島的內赫布里底群島第二大島，由阿蓋爾-比特負責管轄，面積875.35平方公里，最高點海拔高度966米，該群島自公元前6000年有人類居住，2001年人口2,667，2011年人口2,800。

## 外部連結
- Isle of Mull website （页面存档备份，存于）
- Geology of Mull （页面存档备份，存于）
- Geology of Mull and Iona portal （页面存档备份，存于）
- Tobermory - 360° panoramas （页面存档备份，存于）
- Mull and Iona Chamber of Commerce
- Mull and Iona Community Trust （页面存档备份，存于）
- 2300 Club - Tour of Mull （页面存档备份，存于）
- Mull Highland Games
- Bird and wildlife on Mull （页面存档备份，存于）
- Mull Genealogy （页面存档备份，存于）
- Scotland the Movie - Mull （页面存档备份，存于）
- Mull Theatre （页面存档备份，存于）